# 青笹村
青笹村（あおざさむら）は、1954年（昭和29年）まで岩手県上閉伊郡にあった村。現在の遠野市青笹町青笹・青笹町中沢・青笹町糠前にあたる。

## 沿革
- 1889年（明治22年）4月1日 - 町村制施行にともない、青笹村・中沢村・糠前村の計3か村が合併して新制の西閉伊郡青笹村が発足。
- 1897年（明治30年）4月1日 - 郡の統合により西閉伊郡と南閉伊郡が合併して上閉伊郡が発足[1]。上閉伊郡青笹村となる。
- 1954年（昭和29年）12月1日 - 遠野町・綾織村・小友村・上郷村・附馬牛村・松崎村と合併し、遠野市となる。

## 行政

### 歴代村長
| 代 | 氏名         | 就任                       | 退任                       | 備考 |
| -- | ------------ | -------------------------- | -------------------------- | ---- |
| 1  | 沼里善重郎   | 1889年（明治22年）6月8日   | 1897年（明治30年）6月11日  |      |
| 2  | 河野平太郎   | 1898年（明治31年）9月      | 1905年（明治38年）9月4日   |      |
| 3  | 菊池柳八     | 1905年（明治38年）10月16日 | 1918年（大正7年）3月8日    |      |
| 4  | 桜井興造     | 1918年（大正7年）5月1日    | 1932年（昭和7年）8月14日   |      |
| 5  | 佐々木菊太郎 | 1932年（昭和7年）9月3日    | 1936年（昭和11年）8月3日   |      |
| 6  | 三松金吾     | 1936年（昭和11年）11月2日  | 1938年（昭和13年）3月15日  |      |
| 7  | 三船丈夫     | 1938年（昭和13年）         | 1939年（昭和14）2月28日    |      |
| 8  | 小野崎正三   | 1939年（昭和14年）         | 1940年（昭和15年）         |      |
| 9  | 佐々木三和吉 | 1940年（昭和15年）7月19日  | 1941年（昭和16年）10月10日 |      |
| 10 | 佐々木初太郎 | 1942年（昭和17年）1月8日   | 1946年（昭和21年）1月7日   |      |
| 11 | 桜井興造     | 1946年（昭和21年）5月13日  | 1946年（昭和21年）11月20日 | 再任 |
| 12 | 沼里米吉     | 1947年（昭和22年）4月30日  | 1954年（昭和29年）11月30日 |      |

## 交通

### 鉄道
- 国鉄釜石線：青笹駅